# Ugyen Tranley
Ugyen Tranley, ou Ugyen Trinley Dorje, (Kham, Tibete, 26 de junho de 1985) é o 17º Karmapa, um líder budista.

## Biografia
O Karmapa Lama é o líder da escola Kagyu do budismo tibetano e é considerado o terceiro líder budista no Tibete, sendo precedido pelo Dalai Lama e pelo Panchen Lama.
Apesar de ser reconhecido como líder pela China), em 1999, o atual Karmapa pediu asilo à Índia, fato que traz constrangimento ao governo Chinês.